# Bersenbrück
Bersenbrück (pronunciación en alemán: /ˈbɛʁzn̩ˌbʁʏk/ⓘ) es un municipio situado en el distrito de Osnabrück, en el estado federado de Baja Sajonia (Alemania), con una población a finales de 2016 era de unos 8436 habitantes.
Se encuentra ubicado a poca distancia de la frontera con el estado de Renania del Norte-Westfalia.